# Кузменій-Векі
Кузменій-Векі (рум. Cuzmenii Vechi) — село у Фалештському районі Молдови. Входить до складу комуни, адміністративним центром якої є село Прутень.

## Населення
За даними перепису населення 2004 року у селі проживала 221 особа.
Національний склад населення села:
| Національність   | Кількість осіб | Відсоток   |
| ---------------- | -------------- | ---------- |
| молдавани румуни | 219 1          | 99,1% 0,5% |
| росіяни          | 1              | 0,5%       |
| Всього           | 221            | 100%       |